# JA Solar
JA Solar Technology Company Limited — китайская фотоэлектрическая компания, второй по величине производителей солнечных панелей (модулей) в мире после Jinko Solar. Основана в 2005 году, штаб-квартира расположена в Пекине, контрольный пакет акций принадлежит одному из богатейших миллиардеров страны Цзинь Баофану.

## История
Компания JA Solar была основана в феврале 2005 года предпринимателем Цзинь Баофаном. В 2006 году начала работу первая фабрика в шанхайском районе Фынсянь. В 2007 году JA Solar вышла на американскую биржу NASDAQ. В 2019 году JA Solar поставила солнечные модули общей мощностью 10,3 ГВт, заняв второе место в мире после Jinko Solar.

## Продукция
JA Solar производит полупроводниковые пластины, фотоэлементы, солнечные панели (модули) для жилых домов, коммерческих и промышленных зданий, школ и стадионов, а также проектирует и монтирует комплексные солнечные электростанции (в том числе для пустынной и горной местности, водных поверхностей).
Основные продажи JA Solar приходятся на рынки Китая (39,1 %), США, Германии, Японии, Австралии, Бразилии, Мексики и Южной Кореи.

## Структура
Производственные мощности JA Solar расположены в городах Синтай, Ланфан, Ляньюньган, Янчжоу, Хэфэй, Шанхай, Цзиньхуа, Цюйцзин, Баотоу, Вьетйен (Вьетнам) и Баян-Лепас (Малайзия). Основной научно-исследовательский центр расположен в Янчжоу. В состав группы JA Solar входят следующие дочерние и аффилированные структуры:
- JA Solar Technology
- JA Solar Holdings
- JA Solar Power Development
- JingAo Solar
- Solar Silicon Valley Electronic Science and Technology

## Акционеры
Крупнейшими институциональными инвесторами JA Solar являются GF Fund Management (16,2 %), Ningjin Qichang Electronic Technology (9,11 %), Abax Investment (6,79 %), Zhong Ou Asset Management (4,12 %), Bank of Communications (3,69 %), Beixin Ruifeng Fund Management (3,09 %), Guotai Junan Asset Management (2,33 %) и China Galaxy Securities (1,73 %).